# Фрак

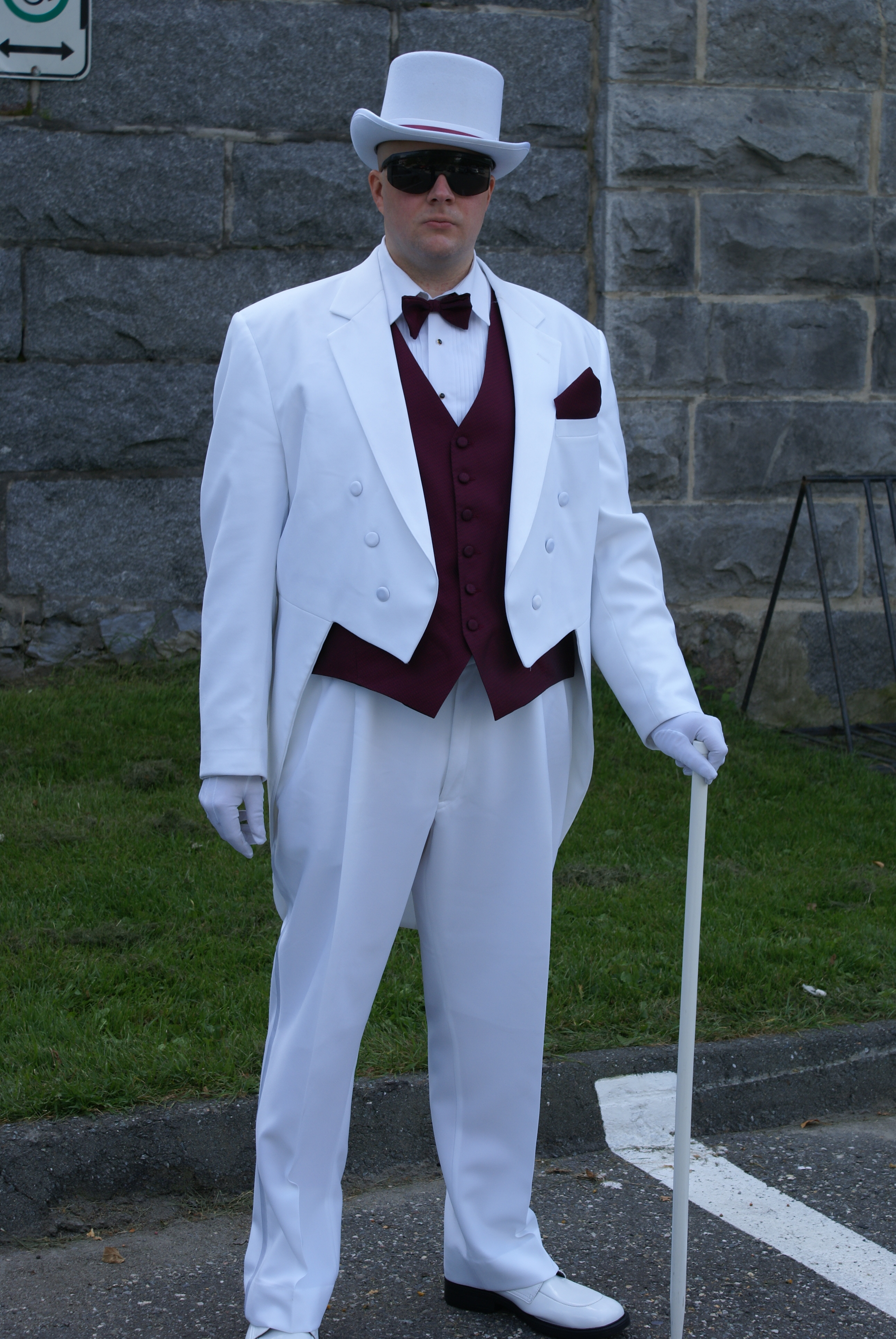

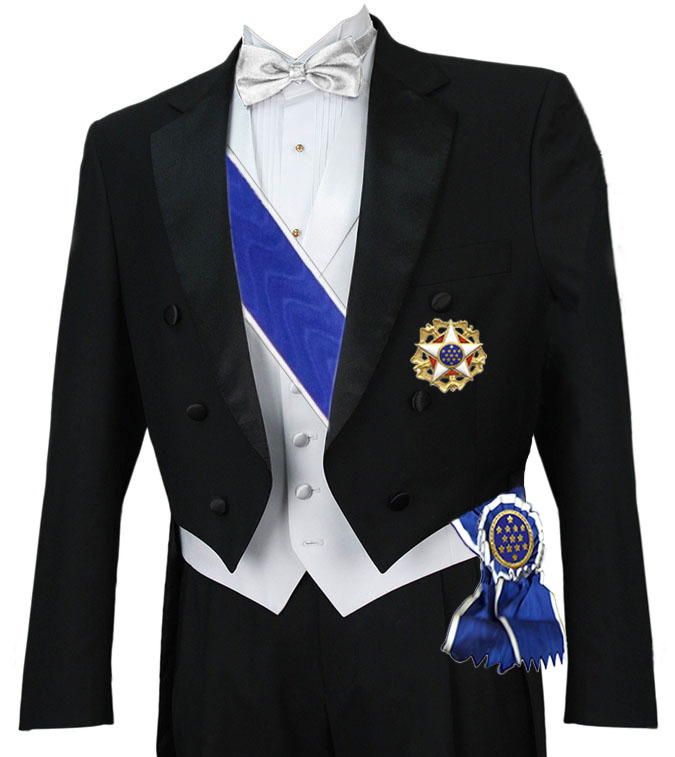

Фрак (фр. fraque) — чоловічий парадний вечірній костюм особливого крою: короткий спереду з довгими вузькими фалдами (полами) ззаду.
До фрака вдягають білу краватку-метелик, (пікейну або шовкову), добре накрохмалену манишку, обов'язковим атрибутом є стоячий комірець з заломленими кутами, білий пікейний жилет (шовковий не вважається хорошим тоном), чорні лаковані туфлі.
На фрачному жилеті три ґудзики, які завжди повинні бути застібнуті. У нагрудній кишені — біла носова хустка (якщо на грудях не прикріплені ордени), запонки повинні бути скромними. При собі слід мати свіжі білі рукавички. До фрака належить мати кишеньковий годинник на ланцюжку, наручний не підходить.